# Wilson Kebenei
Wilson Kiprotich Kebenei (20 luglio 1980) è un maratoneta keniota.

## Biografia
Ottenne l'ottavo posto ai campionati mondiali di mezza maratona del 2004 e ai campionati mondiali di corsa su strada 2006 fu terzo nella gara individuale consentendo, con il suo piazzamento, alla squadra del Kenya di vincere la competizione a squadre.
Nel 2005 ha vinto il Giro podistico internazionale di Castelbuono.
Egli appartiene all'etnia Nandi.

## Altre competizioni internazionali
2002
- Bronzo alla Würzburg Marathon ( Würzburg) - 2h21'27"

2003
- Argento alla Niort Half Marathon ( Niort) - 1h02'20"

2004
- Bronzo alla Stramilano ( Milano) - 1h00'39"
- Argento alla Eldoret Discovery Kenya Half Marathon ( Eldoret) - 1h01'34"
- Argento alla Rotterdam Half Marathon ( Rotterdam) - 1h02'00"
- Oro alla Praha Mattoni GP ( Praga) - 27'37"

2005
- Bronzo alla Mezza maratona di Lisbona ( Lisbona) - 59'27"
- Oro alla Stramilano - 1h00'11"
- Oro alla Eldoret Discovery Kenya Half Marathon ( Eldoret) - 1h02'33"
- Oro al Giro podistico internazionale di Castelbuono

2006
- 4º alla Beijing Marathon ( Pechino)
- Oro alla Philadelphia Half Marathon ( Filadelfia) - 1h01'05"
- 4º alla Eldoret Discovery Kenya Half Marathon ( Eldoret) - 1h02'44"
- Argento alla Atlanta Peachtree Road Race (10 km) ( Atlanta) - 27'49"

2007
- 4º alla Lagos Half Marathon ( Lagos) - 1h04'34"

2008
- 4º alla Mezza maratona di Porto ( Porto) - 1h04'13"

2009
- 10º alla Las Vegas Rock 'n' Roll Marathon ( Las Vegas) - 2h26'51"
- 6º alla Mezza maratona di Udine ( Udine) - 1h02'48"

2011
- 9º alla Göteborg Half Marathon ( Göteborg) - 1h02'34"

2013
- Argento alla Mezza maratona di Torino ( Torino) - 1h02'42"
- 4º alla Madrid Half Marathon ( Madrid) - 1h03'29"
- 5º al Giro Media Blenio ( Dongio) - 28'48"

2016
- Bronzo alla Poitiers Marathon ( Poitiers) - 2h17'59"
- Oro alla Troyes Half Marathon ( Troyes) - 1h03'50"
- Bronzo Orvault Half Marathon ( Orvault) - 1h04'57"